# Schlitzer Weihnachtskerze

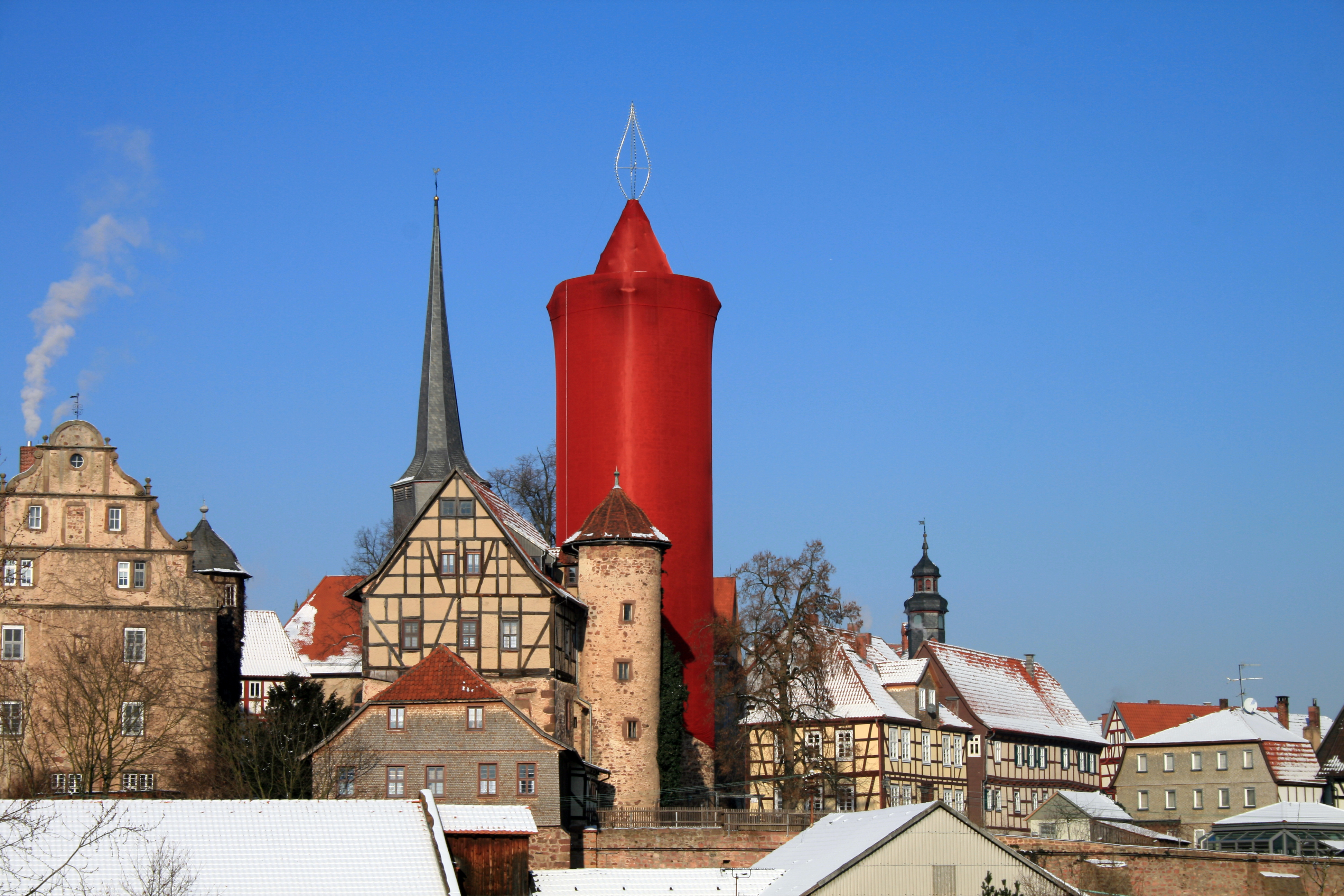
Burgenblick

Die Schlitzer Weihnachtskerze in der hessischen Kleinstadt Schlitz ist mit einer Höhe von ungefähr 42 Metern die größte Weihnachtskerze, die nicht aus Wachs besteht. Sie steht seit 1992 im Guinness-Buch der Rekorde.
Seit 1991 wird der Bergfried der Hinterburg, der 36 Meter hohe Hinterturm, jedes Jahr im November in ein rotes Tuch gehüllt und eine etwa 6 Meter hohe Flamme aus rund 140 Glühlampen auf die Spitze des Turmes montiert. Mit einem Aufzug im Inneren des Turmes kann man auf die Spitze der Kerze gelangen und den Ausblick genießen. Auf dem Marktplatz der historischen Altstadt findet an den Adventswochenenden der Weihnachtsmarkt statt, dem die Kerze als besondere Attraktion dient.

## Geschichte
Die Idee entstand am Stammtisch IG Kaufladen um halb drei in der Schlitzer Kulturkneipe D.E., dem heutigen Musikpub. Man hatte zuerst die Idee, den Turm in Leinenstoff zu hüllen, der traditionell in Schlitz hergestellt wird. Jedoch erachtete man dies als zu schwer (ca. 300 kg) und entschied sich daher bei dem Stoff für ein leichteres Fahnentuch. Die Näherei erfolgte durch die lokal ansässige Schlitzer Leinen-Industrie Driessen, welche den Stoff fremdbeziehen musste, da sie Fahnenstoff selbst nicht herstellt.